# Фулнио (язык)
Фулнио (яте) — один из языков Южной Америки. Распространён на северо-востоке Бразилии, штат Пернамбуку, муниципалитет Агуас-Белас. В составе языка выделяется два диалекта, фулнио и яте, лексическое сходство между которыми достигает 98%.

## Фонология

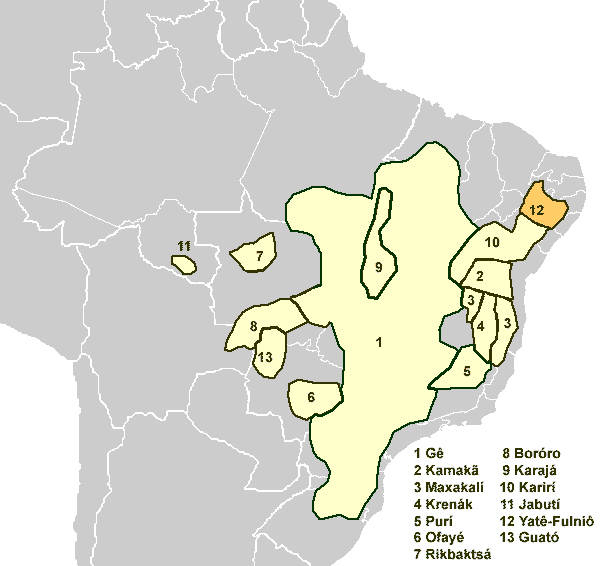
Фулнио и другие языки макро-же

В фулнио имеются следующие согланые:
- /p pʰ d t tʰ k kʰ/. /pʰ/ редко.
- /ts tsʰ dʒ tʃ tʃʰ/
- /f z s ʃ h/
- /m n/
- /l j w/

Гортанная смычка [ʔ] встречается, но не является эпентезой.
- гласные: /i ɪ æ a ɔ o u/

## Социолингвистическая информация
Все носители языка являются билингвами, использующими, кроме родного, португальский язык. Дети предпочитают говорить именно на нём, а взрослые всё ещё отдают предпочтение родному. Язык фулнио имеет статус поощряемого.

## Типологическая характеристика языка

### Степень свободы выражения грамматических значений
Тип выражения грамматических значений – синтетизм, что можно видеть из следующих примеров:
e-sfo-ne
(3.ЕД-охотиться-ВЕРБ)
‘он охотится’
e-sfo-n-taka
(3.ЕД-охотиться-ВЕРБ-ОПТ)
‘он хочет охотиться’
támtey-ne
(быть_вторым-ВЕРБ)
‘является вторым’
támtey-ne-háne
(быть_вторым-ВЕРБ-опять)
‘снова является вторым’

### Характер границы между морфемами
Фулнио относится к агглютинативному типу языков, тем не менее, проявляющему некоторые флективно-фузионные черты. Например, на стыках морфем проявляются фонетические чередования:
1. когда на границе морфем оказываются гласные a и e, они сливаются в дифтонг æ
2. гласный i и согласный d сливаются в j̆
3. придыхательный взрывной теряет аспирацию в соседстве с другим взрывным, звонкий взрывной в соседстве с глухим взрывным оглушается

Также многие суффиксы могут изменять свою форму в зависимости от ближайшего окружения. Например, суффикс оптатива -tka реализуется как собственно -tka, если ему предшествует гласный, -tak, если ему предшествует согласный, и -taka, если ему предшествует согласный и за ним следует другой суффикс. Схожие трансформации претерпевают суффикс лимитатива -ka, отрицания -de, множественного числа -sáto и ряд других.

### Тип маркирования
В посессивной именной группе наблюдается вершинное маркирование:
í-ti (ПОС.1.ЕД-дом) ‘мой дом’
í-sa (ПОС.1.ЕД-мать) ‘моя мать’
a-thfe (ПОС.2.ЕД-отец) ‘твой отец’
yak dakka é-kasa tóle (наш шеф ПОС.3.ЕД-дочь с) ‘с дочерью нашего шефа’
В атрибутивных конструкциях маркирование нулевое:
ɔȼka-kka-ma? (мужчина-маленький-ВОПР) ‘маленький мужчина?’
ta tílšín-kya (она красивый-ЛИМ) ‘она красивая (в настоящий момент)’
В предикации маркирование также является нулевым:
ta e-čhón-kya (он это-приносить-ЛИМ) ‘он приносит это’
Выбор лимитатива обусловлен не актантами, а значением самого глагола (показатель ограниченного по времени действия в противовес состоянию).

### Тип ролевой кодировки
Агенс переходного глагола:
yasa či  (люди идти) ‘люди идут’
Пациенс непереходного глагола
i-čhón-dóde (1.ЕД-болеть-НЕГ) ‘я не болен’
Переходный глагол
néma nésesde ya ného sáto tós-te (и потом мы этот множество сжигать-ЦЕЛЬ) ‘и потом мы сожжём эти вещи’
Некоторые глаголы, как то: nétkaka ‘хотеть’, waeneka ‘открывать’, khetkya ‘находить’, éysnika ‘тянуть’, при лимитативном употреблении требуют прямого дополнения, маркированного суффиксом '–́te.
ohya-te i nétka-ka (вода-ЦЕЛЬ я хотеть-ЛИМ) ‘Я хочу воды.’
Таким образом, тип ролевой кодировки – аккузативная.

### Порядок слов
Базовым порядком слов в утвердительных предложениях является порядок SOV.
néma nésesde ya ného sáto tós-te (и потом мы этот множество сжигать-ЦЕЛЬ) ‘и потом мы сожжём эти вещи’
néma ta i-k ko-ka hle-de (и он я-к давать-ЛИМ сейчас-затем) ‘а затем он дал это мне’
В придаточных предложениях, по-видимому, допустим порядок OSV:
féyla-ti jŏ-má-n-kya-ke yasa khla i náh-ma, i-tka thútiya-se
рынок-в я.идти-когда-ВЕРБ-ЛИМ-потому_что люди много я видеть-когда ПОС.1.ЕД-голова болеть-ПРОШ
‘Потому что когда я хожу на рынок и вижу много людей, моя голова болит’

## Интересные особенности
1. Название, которые сами индейцы фулнио используют по отношению к своему языку, переводится на русский как «наш рот».
2. Интересная особенность синтаксиса языка фулнио – разрыв ряда однородных членов. Когда  происходит такой разрыв, все элементы цепочки однородных членов, кроме первого, переносятся в позицию после главного слова. Пример приведён ниже.

i-thfe-tóle, ného thake í-sa, i-hší-čwa
ПОС.1.ЕД-отец-с этот плюс ПОС.1.ЕД-мать ПОС.1.ЕД-брат-ГРУППА
‘с моим отцом, матерью и братьями’